# Carini
Carini, municipi de la ciutat metropolitana de Palerm, al N.O. de Sicília, Itàlia. Limita amb els municipis de Capaci, Cinisi, Giardinello, Monreale, Montelepre, Partinico, Terrasini i Torretta. Es troba a 170 metres sobre el nivell del mar, en l'interior de la cadena muntanyenca dels Ericini que van des de Punta Lilibeo fins a Capo Gallo. Distant al voltant de 25 km de Palerm, el seu territori s'estén fins al Mar Tirrè.

## Administració
| Període | Identitat                    | Partit        |
| ------- | ---------------------------- | ------------- |
| 2006-   | Gaetano La Fata detto Tanino | Llista cívica |